# Коло кринички (заповідне урочище)
Коло кринички — заповідне урочище місцевого значення. Об'єкт розташований на території Городенківського району Івано-Франківської області, село Якубівка.
Площа — 1,6000 га, статус отриманий у 1983 році.